# Fole församling
Fole församling var en församling i Visby stift. Församlingen uppgick 2007 i Väskinde församling.
Församlingskyrka var Fole kyrka.

## Administrativ historik
Församlingen har medeltida ursprung.  
Församlingen utgjorde under medeltiden ett eget pastorat för att därefter till 1 maj 1925 vara moderförsamling i pastoratet Fole och Lokrume. Från 1 maj 1925 var den annexförsamling i pastoratet Väskinde, Bro, Fole och Lokrume som 1962  utökades med Hejnums och Bäls församlingar. År 2007 uppgick denna församling tillsammans med övriga i pastoratet i Väskinde församling.
Församlingskod var 098021.